# Lake Worth (Florida)
Lake Worth is een plaats (city) in de Amerikaanse staat Florida, en valt bestuurlijk gezien onder Palm Beach County.

## Demografie
Bij de volkstelling in 2000 werd het aantal inwoners vastgesteld op 35.133.
In 2006 is het aantal inwoners door het United States Census Bureau geschat op 35.980, een stijging van 847 (2.4%).

## Geografie
Volgens het United States Census Bureau beslaat de plaats een oppervlakte van
16,7 km², waarvan 14,6 km² land en 2,1 km² water. Lake Worth ligt op ongeveer 4 m boven zeeniveau.

## Geboren
- Nicki Hunter (1979), pornoster en pornofilmregisseuse

## Plaatsen in de nabije omgeving
De onderstaande figuur toont nabijgelegen plaatsen in een straal van 8 km rond Lake Worth.